# اس جی دنی
اس جی دنی (انگلیسی: S. G. Dani; ۳ ژوئن ۱۹۴۷ – ) دانشمند در زمینه گروه لی اهل هند بود.